# Samtgemeinde Oberharz
La comunità amministrativa di Oberharz (Samtgemeinde Oberharz) si trovava nel circondario di Goslar nella Bassa Sassonia, in Germania.

## Suddivisione
Comprendeva 4 comuni:
1. Altenau (città)
2. Clausthal-Zellerfeld (città)
3. Schulenberg im Oberharz
4. Wildemann (città)

Il capoluogo era Clausthal-Zellerfeld.